# مای نیلسن

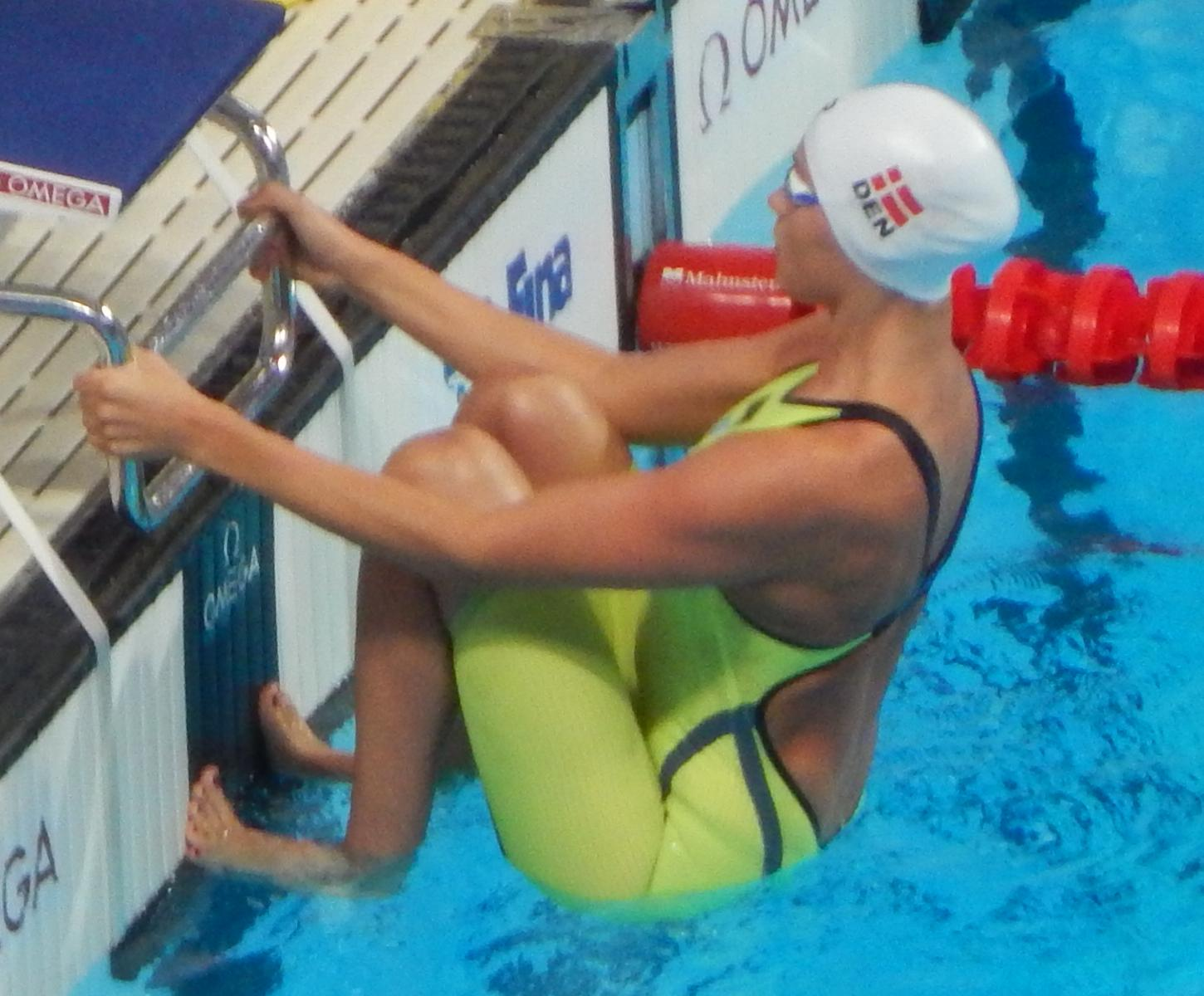
مای نیلسن

مای نیلسن (به انگلیسی: Mie Nielsen) (زادهٔ ۲۵ سپتامبر ۱۹۹۶) شناگر اهل دانمارک است.

## حرفه
نیلسن اولین مدال بین‌المللی بزرگ‌سالان خود را در مسابقات قهرمانی شنای دوره کوتاه اروپا در سال 2011 به‌دست آورد، جایی که چهار مدال به‌دست آورد و به‌عنوان تازه‌وارد مسابقات قهرمانی انتخاب شد.
او اولین بازی المپیک خود را در بازی‌های 2012 انجام داد که در آن در کرال پشت 100 و 200 متر و 100 در 4 متر رله در سبک آزاد و مختلط شرکت کرد.
نیلسن مسابقات جهانی ورزش‌های آبی سال 2013 را به دلیل جراحت از ناحیه زانو از دست داد، اما مدال برنز کرال پشت 100 متر را در مسابقات جهانی ورزش‌های آبی سال 2015 در کازان روسیه به دست آورد.
در مسابقات قهرمانی ورزش‌های آبی اروپا 2016 در لندن، او با موفقیت از عنوان خود در کرال پشت 100 متر دفاع کرد و رکورد قهرمانی و رکورد ملی را بازمان 58.73 شکست.
در بازی‌های المپیک تابستانی ۲۰۱۶ در ریودوژانیرو، وی مدال برنز را تحت عنوان بخشی از رله مختلط 4 در 100 متر در کنار ریکه مولر پدرسن، ژانت اوتسن و پرنیل بلوم به‌دست آورد. در این بازی آنها نیز با کسب زمان 3:55.01 رکورد اروپا را شکستند.
در اکتبر سال 2020، مای نیلسن کناره‌گیری خود از شنای رقابتی به دلیل مشکلات مداوم شانه و عدم اطمینان در مورد بازی‌های المپیک تابستانی 2020 اعلام کرد.